# غوردون لوسون
غوردون لوسون (بالإنجليزية: Gordon Lawson)‏ هو لاعب اتحاد الرغبي نيوزلندي، ولد في 15 سبتمبر 1899 في تيمارو ‏ في نيوزيلندا، وتوفي في 13 سبتمبر 1985.